# Розыева, Огулхан
Огулхан Розыева (род. 1923 год) — бригадир хлопководческой бригады колхоза имени Махтумкули Керкинского района Чарджоуской области, Туркменская ССР. Герой Социалистического Труда (1971).

## Биография
Бригада Огулхан Розыевой досрочно выполнила личные социалистические обязательства и производственные задания Восьмой пятилетки (1966—1970) по сдаче государству хлопка-сырца. 8 апреля 1971 года Указом Президиума Верховного Совета СССР удостоена звания Героя Социалистического Труда «за выдающиеся успехи, достигнутые в развитии сельскохозяйственного производства и выполнении пятилетнего плана продажи государству продуктов земледелия и животноводства» с вручением ордена Ленина и золотой медали Серп и Молот.